# AFI's 10 Top 10
AFI's 10 Top 10 es una clasificación de las diez mejores películas estadounidenses dentro de diez géneros cinematográficos distintos publicada por el American Film Institute (AFI). Estas listas fueron presentadas en la cadena de televisión CBS el 17 de junio de 2008.

## Largometrajes de animación
| #  | Título original                 | Título en español                 | Dirección                           | Año  |
| -- | ------------------------------- | --------------------------------- | ----------------------------------- | ---- |
| 1  | Snow White and the Seven Dwarfs | Blancanieves y los siete enanitos | Walt Disney, David Hand             | 1937 |
| 2  | Pinocchio                       | Pinocho                           | Norman Ferguson, T. Hee (...)       | 1940 |
| 3  | Bambi                           | Bambi                             | Walt Disney, David Hand             | 1942 |
| 4  | The Lion King                   | El rey león                       | Roger Allers, Rob Minkoff           | 1994 |
| 5  | Fantasia                        | Fantasía                          | James Algar, Samuel Armstrong (…)   | 1940 |
| 6  | Toy Story                       | Toy Story                         | John Lasseter                       | 1995 |
| 7  | Beauty and the Beast            | La bella y la bestia              | Gary Trousdale, Kirk Wise           | 1991 |
| 8  | Shrek                           | Shrek                             | Andrew Adamson, Vicky Jenson        | 2001 |
| 9  | Cinderella                      | La Cenicienta                     | Clyde Geronimi, Wilfred Jackson (…) | 1950 |
| 10 | Finding Nemo                    | Buscando a Nemo                   | Andrew Stanton, Lee Unkrich         | 2003 |

## Comedia romántica
| #  | Título original         | Título(s) en español                                                                            | Dirección       | Año  |
| -- | ----------------------- | ----------------------------------------------------------------------------------------------- | --------------- | ---- |
| 1  | City Lights             | Luces de la ciudad                                                                              | Charles Chaplin | 1931 |
| 2  | Annie Hall              | Annie Hall (ES) / Dos extraños amantes (HA)                                                     | Woody Allen     | 1977 |
| 3  | It Happened One Night   | Lo que sucedió aquella noche (AR) / Sucedió una noche (ES, MX)                                  | Frank Capra     | 1934 |
| 4  | Roman Holiday           | Vacaciones en Roma (ES) / La princesa que quería vivir (HA)                                     | William Wyler   | 1953 |
| 5  | The Philadelphia Story  | Pecadora equivocada (AR) / Historias de Filadelfia (ES)                                         | George Cukor    | 1940 |
| 6  | When Harry Met Sally... | Cuando Harry conoció a Sally (AR, VE) / Cuando Harry encontró a Sally (ES) / Harry y Sally (PE) | Rob Reiner      | 1989 |
| 7  | Adam's Rib              | La costilla de Adán                                                                             | George Cukor    | 1949 |
| 8  | Moonstruck              | Hechizo de luna                                                                                 | Norman Jewison  | 1987 |
| 9  | Harold and Maude        | Harold y Maude                                                                                  | Hal Ashby       | 1971 |
| 10 | Sleepless in Seattle    | Sintonía de amor (AR, MX, VE) / Algo para recordar (ES)                                         | Nora Ephron     | 1993 |

## Wésterns
| #  | Título original                    | Título(s) en español                                            | Dirección          | Año  |
| -- | ---------------------------------- | --------------------------------------------------------------- | ------------------ | ---- |
| 1  | The Searchers                      | Centauros del desierto (ES) / Más corazón que odio (AR, CL, MX) | John Ford          | 1956 |
| 2  | High Noon                          | Solo ante el peligro (ES) / A la hora señalada (AR)             | Fred Zinnemann     | 1952 |
| 3  | Shane                              | Raíces profundas (ES) / Shane el desconocido (HA)               | George Stevens     | 1953 |
| 4  | Unforgiven                         | Sin perdón (ES) / Los imperdonables (HA)                        | Clint Eastwood     | 1992 |
| 5  | Red River                          | Río Rojo                                                        | Howard Hawks       | 1948 |
| 6  | The Wild Bunch                     | Grupo salvaje (ES) / La pandilla salvaje (HA)                   | Sam Peckinpah      | 1969 |
| 7  | Butch Cassidy and the Sundance Kid | Dos hombres y un destino                                        | George Roy Hill    | 1969 |
| 8  | McCabe & Mrs. Miller               | Del mismo barro / Los vividores                                 | Robert Altman      | 1971 |
| 9  | Stagecoach                         | La diligencia                                                   | John Ford          | 1939 |
| 10 | Cat Ballou                         | La ingenua explosiva (ES) / La tigresa del oeste (HA)           | Elliot Silverstein | 1965 |

## Películas de deporte
| #  | Título original          | Título(s) en español                                    | Dirección        | Año  |
| -- | ------------------------ | ------------------------------------------------------- | ---------------- | ---- |
| 1  | Raging Bull              | Toro salvaje                                            | Martin Scorsese  | 1980 |
| 2  | Rocky                    | Rocky                                                   | John G. Avildsen | 1976 |
| 3  | The Pride of the Yankees | El orgullo de los Yanquis                               | Sam Wood         | 1942 |
| 4  | Hoosiers                 | Hoosiers: más que ídolos (ES) / Ganadores (HA)          | David Anspaugh   | 1986 |
| 5  | Bull Durham              | Los búfalos de Durham (ES) / La bella y el campeón (HA) | Ron Shelton      | 1988 |
| 6  | The Hustler              | El buscavidas(ES) / El audaz (HA)                       | Robert Rossen    | 1961 |
| 7  | Caddyshack               | Los locos del golf                                      | Harold Ramis     | 1980 |
| 8  | Breaking Away            | El relevo (ES) / Los muchachos del verano (HA)          | Peter Yates      | 1979 |
| 9  | National Velvet          | Fuego de juventud                                       | Clarence Brown   | 1944 |
| 10 | Jerry Maguire            | Seducción y desafío                                     | Cameron Crowe    | 1997 |

## Películas de misterio
| #  | Título original    | Título(s) en español                                                                | Dirección        | Año  |
| -- | ------------------ | ----------------------------------------------------------------------------------- | ---------------- | ---- |
| 1  | Vertigo            | Vértigo: de entre los muertos (ES) / Vértigo (HA)                                   | Alfred Hitchcock | 1958 |
| 2  | Chinatown          | Chinatown (ES) / Barrio chino (AR, MX)                                              | Roman Polański   | 1974 |
| 3  | Rear Window        | La ventana indiscreta                                                               | Alfred Hitchcock | 1954 |
| 4  | Laura              | Laura                                                                               | Otto Preminger   | 1944 |
| 5  | The Third Man      | El tercer hombre                                                                    | Carol Reed       | 1949 |
| 6  | The Maltese Falcon | El halcón maltés                                                                    | John Huston      | 1941 |
| 7  | North by Northwest | Con la muerte en los talones (ES) / Intriga internacional (HA)                      | Alfred Hitchcock | 1959 |
| 8  | Blue Velvet        | Terciopelo azul                                                                     | David Lynch      | 1986 |
| 9  | Dial M for Murder  | Crimen perfecto (ES) / Con M de muerte (MX) / La llamada fatal (HA)                 | Alfred Hitchcock | 1954 |
| 10 | The Usual Suspects | Sospechosos habituales (ES) / Los sospechosos de siempre / Sospechosos comunes (HA) | Bryan Singer     | 1995 |

## Cine fantástico
| #  | Título original                                   | Título(s) en español                                                                         | Dirección                              | Año  |
| -- | ------------------------------------------------- | -------------------------------------------------------------------------------------------- | -------------------------------------- | ---- |
| 1  | The Wizard of Oz                                  | El mago de Oz                                                                                | Victor Fleming                         | 1939 |
| 2  | The Lord of the Rings: The Fellowship of the Ring | El Señor de los Anillos: la Comunidad del Anillo                                             | Peter Jackson                          | 2001 |
| 3  | It's a Wonderful Life                             | ¡Qué bello es vivir!                                                                         | Frank Capra                            | 1946 |
| 4  | King Kong                                         | King Kong                                                                                    | Merian C. Cooper, Ernest B. Schoedsack | 1933 |
| 5  | Miracle on 34 th Street                           | De ilusión también se vive (ES) / Milagro en la calle 34 (HA)                                | George Seaton                          | 1947 |
| 6  | Field of Dreams                                   | El campo de los sueños (AR) / Campo de sueños (ES, MX)                                       | Phil Alden Robinson                    | 1989 |
| 7  | Harvey                                            | El invisible Harvey                                                                          | Henry Koster                           | 1950 |
| 8  | Groundhog Day                                     | El Día de la Marmota (AR, CL, MX, VE) / Atrapado en el tiempo (ES) / Hechizo del tiempo (HA) | Harold Ramis                           | 1993 |
| 9  | The Thief of Bagdad                               | El ladrón de Bagdad                                                                          | Raoul Walsh                            | 1924 |
| 10 | Big                                               | Big                                                                                          | Penny Marshall                         | 1988 |

## Películas de ciencia ficción
| #  | Título original                    | Título(s) en español                                                                                                  | Dirección        | Año  |
| -- | ---------------------------------- | --- | ---------------- | ---- |
| 1  | 2001: A Space Odyssey              | 2001: Una odisea del espacio (ES) / 2001: Odisea del espacio (HA)                                                     | Stanley Kubrick  | 1968 |
| 2  | Star Wars: Episode IV - A New Hope | Star Wars: Episodio IV - Una nueva esperanza                                                                          | George Lucas     | 1977 |
| 3  | E.T. the Extra-Terrestrial         | E.T., el extraterrestre                                                                                               | Steven Spielberg | 1982 |
| 4  | A Clockwork Orange                 | La naranja mecánica                                                                                                   | Stanley Kubrick  | 1971 |
| 5  | The Day the Earth Stood Still      | El día que paralizaron la Tierra (AR, UY, VE) / Ultimátum a la Tierra (ES) / El día que la Tierra se detuvo (CO)      | Robert Wise      | 1951 |
| 6  | Blade Runner                       | Blade Runner (AR, CL, ES, MX) / El cazador implacable (VE)                                                            | Ridley Scott     | 1982 |
| 7  | Alien                              | Alien: el octavo pasajero                                                                                             | Ridley Scott     | 1979 |
| 8  | Terminator 2: Judgment Day         | Terminator 2: el juicio final                                                                                         | James Cameron    | 1991 |
| 9  | Invasion of the Body Snatchers     | Muertos vivos (AR) / La invasión de los ladrones de cuerpos (ES) / La invasión de los usurpadores de cuerpos (MX, VE) | Don Siegel       | 1956 |
| 10 | Back to the Future                 | Regreso al futuro (ES) / Volver al futuro (HA)                                                                        | Robert Zemeckis  | 1985 |

## Películas de gánsteres
| #  | Título original       | Título(s) en español                                                                              | Dirección            | Año  |
| -- | --------------------- | ------------------------------------------------------------------------------------------------- | -------------------- | ---- |
| 1  | The Godfather         | El Padrino                                                                                        | Francis Ford Coppola | 1972 |
| 2  | Goodfellas            | Uno de los nuestros (ES) / Buenos muchachos (HA)                                                  | Martin Scorsese      | 1990 |
| 3  | The Godfather Part II | El padrino: Parte II (ES, MX, UY) / El padrino II (HA)                                            | Francis Ford Coppola | 1974 |
| 4  | White Heat            | Al rojo vivo (ES) / Alma negra (HA)                                                               | Raoul Walsh          | 1949 |
| 5  | Bonnie and Clyde      | Bonnie y Clyde                                                                                    | Arthur Penn          | 1967 |
| 6  | Scarface              | La pandilla de cara cortada (AR) / Scarface, el terror del hampa (ES) / Capitán Cara Cortada (MX) | Howard Hawks         | 1932 |
| 7  | Pulp Fiction          | Pulp Fiction (ES) / Tiempos violentos (HA)                                                        | Quentin Tarantino    | 1994 |
| 8  | The Public Enemy      | El enemigo público                                                                                | William A. Wellman   | 1931 |
| 9  | Little Caesar         | Hampa dorada (ES) / El pequeño César (HA)                                                         | Mervyn LeRoy         | 1931 |
| 10 | Scarface              | El precio del poder (ES) / Caracortada (HA)                                                       | Brian De Palma       | 1983 |

## Películas judiciales
| #  | Título original             | Título(s) en español                                                                               | Dirección       | Año  |
| -- | --------------------------- | -------------------------------------------------------------------------------------------------- | --------------- | ---- |
| 1  | To Kill a Mockingbird       | Matar a un ruiseñor (EC, ES, PE) / ¿Cómo matar a un ruiseñor? (MX) / Para matar a un ruiseñor (VE) | Robert Mulligan | 1962 |
| 2  | 12 Angry Men                | 12 hombres sin piedad (ES) / 12 hombres en pugna (HA)                                              | Sidney Lumet    | 1957 |
| 3  | Kramer vs. Kramer           | Kramer contra Kramer                                                                               | Robert Benton   | 1979 |
| 4  | The Verdict                 | Será justicia (AR) / Veredicto final (ES)                                                          | Sidney Lumet    | 1982 |
| 5  | A Few Good Men              | Algunos hombres buenos (ES) / Cuestión de Honor (HA)                                               | Rob Reiner      | 1992 |
| 6  | Witness for the Prosecution | Testigo de cargo                                                                                   | Billy Wilder    | 1957 |
| 7  | Anatomy of a Murder         | Anatomía de un asesinato                                                                           | Otto Preminger  | 1959 |
| 8  | In Cold Blood               | A sangre fría                                                                                      | Richard Brooks  | 1967 |
| 9  | Evil Angels                 | Un grito en la oscuridad                                                                           | Fred Schepisi   | 1988 |
| 10 | Judgment at Nuremberg       | ¿Vencedores o vencidos? (ES) / El juicio de Núremberg (HA) / Juicio en Núremberg (HA)              | Stanley Kramer  | 1961 |

## Películas épicas
| #  | Título original                | Título(s) en español                                          | Dirección        | Año  |
| -- | ------------------------------ | ------------------------------------------------------------- | ---------------- | ---- |
| 1  | Lawrence of Arabia             | Lawrence de Arabia                                            | David Lean       | 1962 |
| 2  | Ben-Hur                        | Ben-Hur                                                       | William Wyler    | 1959 |
| 3  | Schindler's List               | La lista de Schindler                                         | Steven Spielberg | 1993 |
| 4  | Gone with the Wind             | Lo que el viento se llevó                                     | Victor Fleming   | 1939 |
| 5  | Spartacus                      | Espartaco                                                     | Stanley Kubrick  | 1960 |
| 6  | Titanic                        | Titanic                                                       | James Cameron    | 1997 |
| 7  | All Quiet on the Western Front | Sin novedad en el frente                                      | Lewis Milestone  | 1930 |
| 8  | Saving Private Ryan            | Salvar al soldado Ryan (ES) / Rescatando al soldado Ryan (HA) | Steven Spielberg | 1998 |
| 9  | Reds                           | Rojos                                                         | Warren Beatty    | 1981 |
| 10 | The Ten Commandments           | Los diez mandamientos                                         | Cecil B. DeMille | 1956 |